# 凤凰山墓群
凤凰山墓群，位于湖南省衡阳市珠晖区凤凰村一带，是衡阳市文物保护单位。

## 所属时代
历年来文物部门共发掘清理西汉、东汉时期的墓葬100余座。

## 发掘文物

### 西汉墓
西汉墓出土陶器有鼎、盒、壶、钫、豆壶、博山炉、鍪、钟等。

### 东汉墓
东汉墓出土陶器有坛、罐、灶、井、仓、猪圈、鸡埘等。